# Етторе Бертоле Віале
Етторе Бертоле В'яле (італ. Ettore Bertolè Viale; 25 листопада 1829, Генуя — 13 листопада 1892, Турин) — італійський генерал і політик.

## Біографія
Народившись у сім'ї з військовими традиціями (його батько та деякі брати також обрали військову кар'єру), він відвідував військову академію в Турині, яку закінчив у 1844 році.  У вісімнадцять років був призначений молодшим лейтенантом, а наступного року став лейтенантом, вступивши до 16-го піхотного полку, з яким брав участь у Першій війні за незалежність.
Після закінчення війни він відновив навчання і став офіцером Генерального штабу, а потім брав участь у Кримській війні у званні капітана під командуванням 2-ї тимчасової бригади Генерального штабу. У 1859 році він брав участь у Другій війні за незалежність у званні капітана Генерального штабу, воюючи під командуванням генерала Манфредо Фанті, який високо цінував та поважав його. Він брав участь у битві при Палестро та в битві під Маджентою, де отримав першу медаль «За військову доблесть» та хрест кавалера Савойського військового ордену. Також брав участь 16 серпня 1855 року в битві на Чорній річці під час Кримської війни.
Після Віллафранкського миру він став секретарем генерала Фанті, супроводжуючи його в кампаніях в Емілії та Тоскані. У 1860 році, коли генерал Фанті став військовим міністром, командувачем експедиції в Марке та Умбрія, а також начальником штабу короля в кампанії на Півдні, Етторе Бертоле В'яле був підвищений до підполковника та офіцера Савойського військового ордену. 13 червня 1861 року, обраний генеральним секретарем військового міністра, він став полковником.
У 1866 році, з наближенням Третьої війни за незалежність, він був призначений генерал-майором, посаду, яку він обіймав до 1874 року, коли став начальником штабу, а потім командувачем армійського корпусу в 1881 році, отримавши звання ад'ютанта Його Величності, а потім генерал-лейтенанта. Тим часом, у 1867 році, він став військовим міністром королівства, залишаючись на посаді до 1869 року. У 1881 році він також зайнявся політикою, ставши членом Палати депутатів, де залишався від округу Крешентіно протягом п'яти скликань (X-XIV). У 1887 році він сам став військовим міністром Королівства Італія.
Захворівши, у 1891 році він пішов з політичних посад і помер у Турині 13 листопада 1892 року, за дванадцять днів до свого 63-річчя.

## Нагороди

### Італійські нагороди
| Орден Святих Маврикія та Лазаря | Орден Святих Маврикія та Лазаря |
| Орден Святих Маврикія та Лазаря |                                 |

| Орден Корони Італії | Орден Корони Італії |
| Орден Корони Італії |                     |

| Савойський військовий орден | Савойський військовий орден |
| Савойський військовий орден |                             |

| Silver Medal of Military Valor - ribbon for ordinary uniform | Срібна медаль «За військову доблесть» |
| Silver Medal of Military Valor - ribbon for ordinary uniform |                                       |

### Іноземні нагороди
| Орден Франца Йосифа | Орден Франца Йосифа |
| Орден Франца Йосифа |                     |

| Авіський орден | Авіський орден |
| Авіський орден |                |

| Орден Меджида | Орден Меджида (Османська імперія) |
| Орден Меджида |                                   |

| Орден Червоного орла | Орден Червоного орла (Королівство Пруссія) |
| Орден Червоного орла |                                            |

| Орден Карлоса III | Орден Карлоса III (Іспанія) |
| Орден Карлоса III |                             |

| Орден Білого орла (Російська імперія) | Орден Білого орла (Російська імперія) |
| Орден Білого орла (Російська імперія) |                                       |

| Орден Лева і Сонця | Орден Лева і Сонця (Персія) |
| Орден Лева і Сонця |                             |

| Орден Слави (Туніс) | Орден Слави (Туніс) |
| Орден Слави (Туніс) |                     |

| Орден Почесного легіону | Орден Почесного легіону (Франція) |
| Орден Почесного легіону |                                   |

| Кримська медаль | Кримська медаль (Великобританія) |
| Кримська медаль |                                  |